# Micropsectra pilgeru
Micropsectra pilgeru är en tvåvingeart som beskrevs av Jean-Jacques Kieffer 1922. Micropsectra pilgeru ingår i släktet Micropsectra och familjen fjädermyggor.
Artens utbredningsområde är Tyskland. Inga underarter finns listade i Catalogue of Life.